# 2024년 상무 피닉스 야구단 시즌
2024년 상무 피닉스 야구단 시즌은 상무 야구단이 KBO 퓨처스리그에 참가한 24번째 시즌이다. 박치왕 감독이 팀을 이끌었다. 팀은 남부리그 6팀 중 1위에 올라 13년 연속으로 리그 우승을 차지했으며, 전체 11팀 중 승률 1위를 기록했다.

## 타이틀
- 메이저 리그 베이스볼 서울 시리즈 스페셜 게임 국가대표: 한태양, 조세진, 추재현
- 2024 WBSC U-23 야구 월드컵 국가대표: 지재옥(코치)
- 2024 K-BASEBALL SERIES 국가대표: 조민석
- 퓨처스 올스타: 이강준, 허인서, 권동진, 조세진
- 퓨처스 올스타전 MVP: 조세진
- 타석: 박정현 (396)
- 타수: 박정현 (352)
- 안타: 박정현 (110)
- 홈런: 박정현 (16)
- 득점: 박정현 (68)
- 볼넷: 조세진 (51)
- 사구: 추재현 (11)
- 평균자책점: 송승기 (2.41)
- 출장 (투수): 허준혁 (54)
- 이닝: 박주성 (106.2)
- 다승: 송승기 (11)
- 승률: 조민석 (0.909)
- 홀드: 이재희 (10)
- 탈삼진: 송승기 (121)
- 최소 피안타: 김윤수 (77)
- 최소 볼넷: 조민석 (20)
- 최소 사구: 김윤수, 허윤동 (0)
- 최소 실점: 송승기, 김윤수 (32)
- 최소 자책점: 김윤수 (27)
- 남부리그 출장 (타자): 조세진 (93)
- 남부리그 타점: 박정현 (66)
- 남부리그 세이브: 허준혁 (12)
- 남부리그 최소 피홈런: 박주성 (6)

## 선수단
- 선발투수: 박주성, 송승기, 조민석, 허윤동, 김윤수, 이기순, 김태경, 이진하, 임준형
- 구원투수: 이재희, 윤산흠, 김정운, 홍승원, 박주혁, 김택형, 장지훈, 박동수, 양경모, 김재웅, 전영준, 이태연, 이원재, 이정용, 구창모
- 마무리투수: 허준혁, 이강준
- 포수: 허인서, 김선우, 박성재 (야구 선수), 윤준호, 박성재 (2003년)
- 내야수: 박정현, 한태양, 권동진, 한동희, 정민규, 오태양, 이영빈, 이해승, 심우준, 류현인, 김재상, 조민성
- 외야수: 조세진, 추재현, 오장한, 류승민, 이재원, 박찬혁, 이주형, 한승연